# Temporada 1991 de Fórmula 3000 Internacional
La temporada 1991 de Fórmula 3000 Internacional fue la 7.ª edición de dicha categoría. Comenzó el 14 de abril en Vallelunga y finalizó en Nogaro el 6 de octubre. Christian Fittipaldi fue el ganador del Campeonato de Pilotos.

## Escuderías y pilotos
| Escudería              | N.º | Piloto                 | Rondas      |
| ---------------------- | --- | ---------------------- | ----------- |
| DAMS                   | 1   | Allan McNish           | Todas       |
| DAMS                   | 2   | Laurent Aïello         | Todas       |
| GA Motorsport          | 3   | Michael Bartels        | 1           |
| GA Motorsport          | 3   | Massimo Monti          | 2           |
| GA Motorsport          | 4   | Thierry Delubac        | 1-2         |
| BFG 3000               | 4   | Giovanni Bonanno       | 3-9         |
| First Racing           | 5   | Giovanni Bonanno       | 1           |
| First Racing           | 5   | Michael Bartels        | 2-4         |
| First Racing           | 6   | Jean-Denis Délétraz    | 1-3         |
| First Racing           | 7   | Éric Hélary            | 1-4         |
| Paul Stewart Racing    | 8   | Marco Apicella         | Todas       |
| Paul Stewart Racing    | 9   | Paul Stewart           | Todas       |
| Forti Corse            | 11  | Emanuele Naspetti      | Todas       |
| Forti Corse            | 12  | Fabrizio Giovanardi    | Todas       |
| Eddie Jordan Racing    | 14  | Damon Hill             | Todas       |
| Eddie Jordan Racing    | 15  | Vincenzo Sospiri       | Todas       |
| Roni Motorsport        | 16  | Fernando Plata         | 1-5         |
| Roni Motorsport        | 16  | Giovanni Lavaggi       | 6-10        |
| Roni Motorsport        | 17  | David Brabham          | 1-4         |
| Roni Motorsport        | 17  | Andrew Gilbert-Scott   | 5-6         |
| Apomatox               | 18  | Paul Belmondo          | Todas       |
| Apomatox               | 19  | Andrea Chiesa          | 1-8         |
| Apomatox               | 19  | Emmanuel Collard       | 9-10        |
| Crypton Engineering    | 20  | Roberto Colciago       | Todas       |
| Crypton Engineering    | 21  | Fabrizio Barbazza      | 1           |
| Crypton Engineering    | 21  | Pascal Witmeur         | 8           |
| Crypton Engineering    | 21  | Philippe Gache         | 10          |
| Crypton Engineering    | 22  | Giovanni Lavaggi       | 1-5         |
| Crypton Engineering    | 22  | Peter Zakowski         | 6-8         |
| CoBRa Motorsports      | 23  | Paolo Delle Piane      | Todas       |
| CoBRa Motorsports      | 24  | Alain Menu             | 1-6         |
| CoBRa Motorsports      | 24  | Éric Hélary            | 7-10        |
| RSM Marko              | 25  | Karl Wendlinger        | 3, 5-6, 8-9 |
| Galaxy Racing          | 26  | Philippe Gache         | 1-9         |
| Galaxy Racing          | 26  | David Velay            | 10          |
| Vortex Motorsport      | 27  | Heinz-Harald Frentzen  | Todas       |
| Pacific Racing         | 29  | Antonio Tamburini      | Todas       |
| Pacific Racing         | 30  | Christian Fittipaldi   | Todas       |
| 3001 International     | 31  | Jean-Marc Gounon       | Todas       |
| 3001 International     | 32  | Andrea Montermini      | Todas       |
| Il Barone Rampante     | 33  | Alessandro Zanardi     | Todas       |
| Il Barone Rampante     | 34  | Giuseppe Bugatti       | Todas       |
| Junior Team            | 35  | Vittorio Zoboli        | 1-8         |
| Junior Team            | 35  | Massimo Monti          | 9           |
| Junior Team            | 36  | Gabriel Furlán         | Todas       |
| Motor Racing Di-Wheels | 38  | Fabiano Vandone        | 1-9         |
| Motor Racing Di-Wheels | 39  | Simon Kane             | 6-7         |
| Pavesi Racing          | 40  | Felice Tedeschi        | 1-8         |
| Pavesi Racing          | 40  | Massimiliano Angelelli | 9           |
| GJ Motorsport          | 41  | Giovanna Amati         | Todas       |
| GJ Motorsport          | 42  | Dave Coyne             | 7           |
| Fuente:                |     |                        |             |

## Calendario
| Ronda | Circuito                                     | País        | Fecha            |
| ----- | -------------------------------------------- | ----------- | ---------------- |
| 1     | ACI Vallelunga, Vallelunga                   | Italia      | 14 de abril      |
| 2     | Circuito de Pau-Ville, Pau                   | Francia     | 19 de mayo       |
| 3     | Circuito de Jerez, Jerez de la Frontera      | España      | 9 de junio       |
| 4     | Circuito de Mugello, Scarperia               | Italia      | 23 de junio      |
| 5     | Autódromo de Pergusa, Pergusa                | Italia      | 7 de julio       |
| 6     | Hockenheimring, Hockenheim                   | Alemania    | 27 de julio      |
| 7     | Brands Hatch, Kent                           | Reino Unido | 18 de agosto     |
| 8     | Circuito de Spa-Francorchamps, Francorchamps | Bélgica     | 24 de agosto     |
| 9     | Circuito de Bugatti, Le Mans                 | Francia     | 22 de septiembre |
| 10    | Circuito Paul Armagnac, Nogaro               | Francia     | 6 de octubre     |

## Resultados
| Ronda   | Ronda                | Pole Position        | Vuelta rápida        | Piloto ganador       | Escudería ganadora |
| ------- | -------------------- | -------------------- | -------------------- | -------------------- | ------------------ |
| 1       | Vallelunga           | Christian Fittipaldi | Alessandro Zanardi   | Alessandro Zanardi   | Il Barone Rampante |
| 2       | Pau                  | Alessandro Zanardi   | Andrea Montermini    | Jean-Marc Gounon     | 3001 International |
| 3       | Jerez de la Frontera | Christian Fittipaldi | Christian Fittipaldi | Christian Fittipaldi | Pacific Racing     |
| 4       | Mugello              | Alessandro Zanardi   | Alessandro Zanardi   | Alessandro Zanardi   | Il Barone Rampante |
| 5       | Pergusa              | Emanuele Naspetti    | Jean-Marc Gounon     | Emanuele Naspetti    | Forti Corse        |
| 6       | Hockenheim           | Andrea Montermini    | Andrea Montermini    | Emanuele Naspetti    | Forti Corse        |
| 7       | Brands Hatch         | Alessandro Zanardi   | Emanuele Naspetti    | Emanuele Naspetti    | Forti Corse        |
| 8       | Spa-Francorchamps    | Laurent Aïello       | Emanuele Naspetti    | Emanuele Naspetti    | Forti Corse        |
| 9       | Bugatti              | Christian Fittipaldi | Antonio Tamburini    | Antonio Tamburini    | Pacific Racing     |
| 10      | Nogaro               | Christian Fittipaldi | Alessandro Zanardi   | Christian Fittipaldi | Pacific Racing     |
| Fuente: |                      |                      |                      |                      |                    |

## Clasificaciones

### Sistema de puntuación
| Posición | 1.º | 2.º | 3.º | 4.º | 5.º | 6.º |
| Puntos   | 9   | 6   | 4   | 3   | 2   | 1   |
| Fuente:  |     |     |     |     |     |     |

### Campeonato de Pilotos
| Pos.    | Piloto                | VLL | PAU | JER | MUG | PER | HOC | BRH | SPA | BUG | NOG | Puntos |
| ------- | --------------------- | --- | --- | --- | --- | --- | --- | --- | --- | --- | --- | ------ |
| 1       | Christian Fittipaldi  | 2   | 2   | 1   | 3   | Ret | 4   | 3   | Ret | 2   | 1   | 47     |
| 2       | Alessandro Zanardi    | 1   | Ret | 2   | 1   | Ret | Ret | 2   | 2   | Ret | 2   | 42     |
| 3       | Emanuele Naspetti     | 10  | 9   | DNQ | DNS | 1   | 1   | 1   | 1   | Ret | 6   | 37     |
| 4       | Antonio Tamburini     | 3   | 10  | 4   | 7   | 4   | 6   | 5   | Ret | 1   | Ret | 22     |
| 5       | Marco Apicella        | Ret | 4   | Ret | 2   | 2   | Ret | 4   | Ret | Ret | 11  | 18     |
| 6       | Jean-Marc Gounon      | DNQ | 1   | 6   | 10  | 6   | 5   | Ret | 7   | Ret | Ret | 13     |
| 7       | Damon Hill            | 4   | Ret | 8   | Ret | 11  | Ret | 6   | Ret | 4   | 3   | 11     |
| 8       | Vincenzo Sospiri      | Ret | DNQ | 15  | 4   | Ret | 2   | 16  | 10  | Ret | 13  | 9      |
| 9       | Éric Hélary           | 11  | 3   | Ret | 16† |     |     | 15  | 4   | Ret | 5   | 9      |
| 10      | Andrea Montermini     | Ret | Ret | 3   | 11  | 10  | Ret | 10  | Ret | 3   | Ret | 8      |
| 11      | Giuseppe Bugatti      | 5   | Ret | Ret | Ret | 3   | Ret | Ret | 16  | Ret | 7   | 6      |
| 12      | Karl Wendlinger       |     |     | 5   |     | Ret | 3   |     | Ret | Ret |     | 6      |
| 13      | Fabrizio Giovanardi   | 12  | 5   | DNQ | 8   | Ret | 13† | 8   | 6   | DNS | 4   | 6      |
| 14      | Heinz-Harald Frentzen | Ret | Ret | 12  | 6   | 5   | DNQ | 12  | 5   | Ret | Ret | 5      |
| 15      | Laurent Aïello        | Ret | DNS | 7   | Ret | Ret | 7   | 9   | 3   | Ret | Ret | 4      |
| 16      | Allan McNish          | DNQ | 13  | DNQ | 5   | 8   | Ret | Ret | 8   | Ret | 8   | 2      |
| 17      | Philippe Gache        | DNQ | 12  | 10  | Ret | 9   | Ret | 11  | 9   | 5   | Ret | 2      |
| 18      | Alain Menu            | 6   | 6   | 18  | 12  | Ret | DNS |     |     |     |     | 2      |
| 19      | Gabriel Furlán        | 9   | DNQ | Ret | Ret | 7   | 8   | Ret | Ret | 6   | Ret | 1      |
| 20      | David Brabham         | 7   | 7   | 11  | 9   |     |     |     |     |     |     | 0      |
| 21      | Paul Stewart          | Ret | DNQ | 16  | DNQ | 12  | Ret | 7   | 14  | 8   | 9   | 0      |
| 22      | Giovanna Amati        | DNQ | Ret | DNQ | 14† | Ret | 9   | 19  | DNQ | 7   | Ret | 0      |
| 23      | Roberto Colciago      | 8   | 11  | DNQ | Ret | Ret | DNQ | 18  | 17  | Ret | Ret | 0      |
| 24      | Michael Bartels       | DNQ | 8   | Ret | 15  |     |     |     |     |     |     | 0      |
| 25      | Andrea Chiesa         | Ret | Ret | 9   | DNQ | Ret | 10  | 14  | 13  |     |     | 0      |
| 26      | Paolo Delle Piane     | Ret | DNQ | 17  | Ret | DNQ | Ret | Ret | 15  | 9   | Ret | 0      |
| 27      | David Velay           |     |     |     |     |     |     |     |     |     | 10  | 0      |
| 28      | Peter Zakowski        |     |     |     |     |     | DNQ | Ret | 11  |     |     | 0      |
| 29      | Andrew Gilbert-Scott  |     |     |     |     | DNQ | 11  |     |     |     |     | 0      |
| 30      | Paul Belmondo         | 14  | Ret | 14  | 13  | Ret | Ret | DNQ | 12  | Ret | Ret | 0      |
| 31      | Giovanni Lavaggi      | DNQ | DNQ | DNQ | DNQ | Ret | DNQ | DNQ | DNQ | DNQ | 12  | 0      |
| 32      | Fabiano Vandone       | DNQ | DNQ | DNQ | DNQ | DNQ | 12  | DNQ | DNQ | DNQ |     | 0      |
| 33      | Giovanni Bonanno      | Ret |     | 13  | Ret | DNQ | Ret | 17  | Ret | DNQ |     | 0      |
| 34      | Vittorio Zoboli       | Ret | DNQ | Ret | DNQ | Ret | DNQ | 13  | Ret |     |     | 0      |
| 35      | Fabrizio Barbazza     | 13  |     |     |     |     |     |     |     |     |     | 0      |
| 36      | Felice Tedeschi       | 15  | DNQ | Ret | Ret | Ret | Ret | DNQ | DNQ |     |     | 0      |
| NC      | Emmanuel Collard      |     |     |     |     |     |     |     |     | Ret | Ret | 0      |
| NC      | Jean-Denis Délétraz   | DNS | DNQ | Ret |     |     |     |     |     |     |     | 0      |
| NC      | Massimo Monti         |     | DNQ |     |     |     |     |     |     | Ret |     | 0      |
| NC      | Dave Coyne            |     |     |     |     |     |     | Ret |     |     |     | 0      |
| NC      | Max Angelelli         |     |     |     |     |     |     |     |     | Ret |     | 0      |
| NC      | Fernando Plata        | DNQ | DNQ | DNQ | DNQ | DNQ |     |     |     |     |     | 0      |
| NC      | Thierry Delubac       | DNQ | DNQ |     |     |     |     |     |     |     |     | 0      |
| NC      | Simon Kane            |     |     |     |     |     | DNQ | DNQ |     |     |     | 0      |
| NC      | Pascal Witmeur        |     |     |     |     |     |     |     | DNQ |     |     | 0      |
| Pos.    | Piloto                | VLL | PAU | JER | MUG | PER | HOC | BRH | SPA | BUG | NOG | Puntos |
| Fuente: |                       |     |     |     |     |     |     |     |     |     |     |        |

| Color     | Resultado                                                               |
| --------- | ----------------------------------------------------------------------- |
| Oro       | Ganador                                                                 |
| Plata     | 2.ª plaza                                                               |
| Bronce    | 3.ª plaza                                                               |
| Verde     | Finalizó en los puntos                                                  |
| Azul      | Finalizó sin puntos                                                     |
| Azul      | NC - No clasificado                                                     |
| Violeta   | Ret - No terminó (Carrera)                                              |
| Rojo      | DNQ - No se clasificó                                                   |
| Negro     | DSQ - Descalificado                                                     |
| Blanco    | DNS - No empezó (carrera)                                               |
| Blanco    | WD - Retirado (fin de semana)                                           |
| Blanco    | C - Carrera cancelada                                                   |
| Sin color | DNP - Inscrito pero no participó                                        |
| Sin color | INJ - Lesionado                                                         |
| Sin color | EX - Excluido                                                           |
| Estado    | Resultado                                                               |
| Negrita   | Pole position                                                           |
| Cursiva   | Vuelta rápida                                                           |
| †         | Abandona, pero clasifica al completar el porcentaje requerido para ello |